# Parque nacional Zov Tigra
El parque nacional Zov Tigra (en ruso: Зов Тигра национальный парк, transliterado como Zov Tigra natsionalny park) es un parque nacional de Rusia que protege un refugio montañoso para el tigre de Amur, en peligro de extinción . El parque abarca una superficie de 833,84 km² en la costa sureste de Extremo Oriente de Rusia en el Distrito Federal Krai de Primorie. El parque está a unos 100 km al nordeste de Vladivostok, en las laderas oriental y occidental de la cordillera Sikhote-Alin sur, que va de norte a sur a través del Krai de Primorie. Las aguas del Mar de Japón están al este, la península de Corea al sur y China a Occidente. El terreno es accidentado y de difícil acceso, con taiga muy boscosa coexistiendo con especies tropicales de animales y aves. El parque está relativamente aislado del desarrollo humano y funciona como una reserva. Existen partes del parque en los que está permitido la entrada de turistas pero la entrada a las zonas protegidas sólo es posible en compañía de los encargados de la protección del parque.

## Topografía
El extremo sur de la provincia marítima de Primorsky no tuvo glaciares en la edad de hielo más reciente creando condiciones de altos niveles altos de biodiversidad. Zov Tigra ocupa las tierras altas en el extremo sur de la región, en la cresta de las montañas Sikhote-Alin.  El río Milográdovik fluye desde la zona sur hasta el mar de Japón unas 50 millas al sur. Fluyendo hacia el norte, afluentes del río Ussuri hacen su camino a la cuenca del río Amur. Estos ríos bajan rápidamente en cañones estrechos con rápidos conocidos por las inundaciones repentinas en la temporada de lluvias de primavera.
Las montañas son resistentes y aisladas. Solo unos pocos antiguos caminos madereros se acercan al parque, y el acceso es difícil, incluso durante el verano. La página web del parque señala que un camino forestal que aparece en los mapas hacia el norte es, de hecho, a menudo no transitable, incluso con vehículos todoterreno. Las montañas son de altura media, con el punto más alto en el monte Cloud de 1854 m de altitud sobre el nivel del mar, y en punto más bajo en el río Valle de 155 metros. Hay 56 picos de más de 1000 m de altitud. En la parte superior Ussuri/Milográdovka es un grande peatland midiendo 4–6 km por 1.5–2 km (Yaklanov, p. 10), Primorye más alto bog.

## Clima
El clima de Zov Tigra es Continental Húmedo (Koppen clasificación Dwb). Este clima está caracterizado por sus grandes cambios en temperatura diarios y anuales, y la precipitación extendida durante el año con nieve en invierno. La temperatura media es -17 grados (C) en el invierno y calienta hasta los 30 C ente julio y agosto. La parte del norte del parque, el cual incluye los principios del río Ussuri es significativamente más frío que el de la parte sur - 0.4 grados (C) en promedio, frente a los 2,4 grados más leves (C) del sur. Las secciones del norte también tienen menos precipitaciones anuales (539 mm) que el sur (764 mm). En las laderas boscosas, la nevada pendientes, la nevada típica en invierno es de unos 50 cm.
El otoño en la región es claro, tibio, seco y con la disminución gradual de las temperaturas. Ha este hecho se le ha llamado "El oro del Lejano Oriente del otoño."

## Ecorregión
La ecorregión del Zov Tigra es «Templados de hoja ancha y mixtos Bosques, Rusia Oriental». Estas ecorregiones se caracterizan por el gran diario y las variaciones anuales de temperatura, y una cubierta forestal. 
El parque se encuentra de forma que maximice la diversidad vegetal y animal. Está en múltiples puntos de encuentro: el encuentro de las zonas continentales y marítimas (Eurasia y el Océano Pacífico) y la reunión de caliente y frío amorosa especies de ambas zonas templadas y sub-trópico (siendo en la línea de latitud 45 grados, el parque está a medio camino entre el Norte y el Polo Sur). También es una región geológica con contacto entre antiguas (Achean-Proterozoico) bases estables rocas hacia el oeste, y las formaciones tectónicas más activas hacia el este en el Mar de Japón. Además, es en las principales rutas de migración de aves y otros animales, y tiene una topografía que escapó tanto reciente glaciación y el desarrollo humano.
La diversidad resultante de los hábitats y el aislamiento da a la región de Primorsky dan los más altos niveles de biodiversidad a Rusia.  

## Plantas
Las diferencias de elevación entre el pico de la montaña y el valle pueden superar los 1200 m, mostrando las zonas de vegetación basadas en la altitud. La zona más baja, por debajo de 600 metros en los valles y laderas más bajas, es un bosque mixto de coníferas y árboles de hoja ancha. En el sur, las zonas más suaves del parque son los cinturones de bosque de robles y vegetación asociada, que muestra los efectos de la ex tala selectiva y los incendios forestales. No hay robles en el extremo norte, más fríos.  A partir de 600  a 1100 m es un cinturón de bosques de abeto, con los árboles a menudo cubiertos de musgo y líquenes epífitos coníferos. Por encima de 1100 metros es una zona de arbustos subalpinos y abetos.  Una zona de praderas alpinas y flores conduce a desnudar las zonas en las cumbres más altas.
Aparte de estas zonas principales, hay grupos más pequeños de las comunidades vegetales, incluyendo los estands de bosque de alerces donde el pino-abeto o cedro-ancha han sido compensados por el fuego o la tala pasada; estas comunidades temporales serán intercambiadas por pino de hoja caduca y pino-abeto.

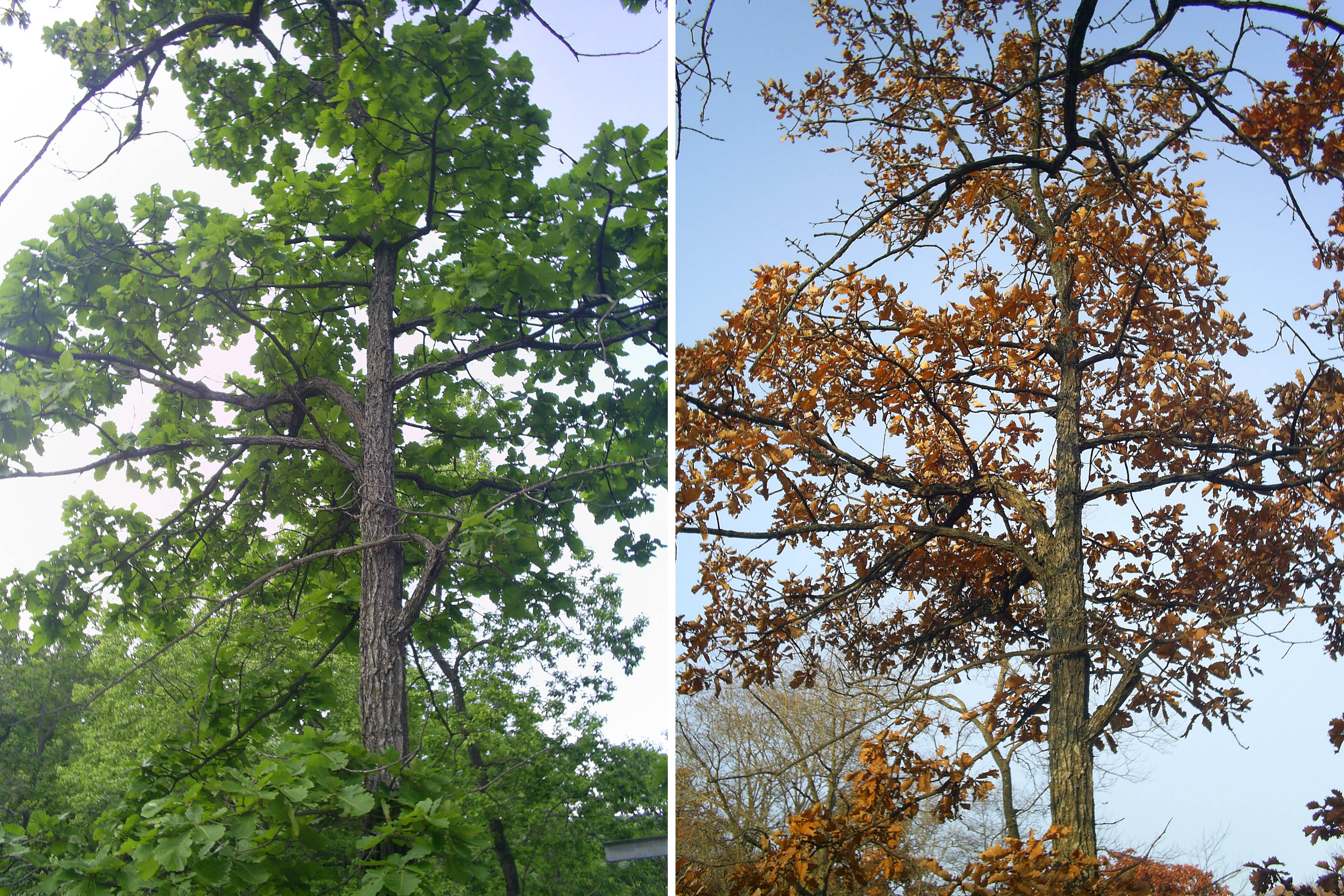
Roble mongol en junio y octubre
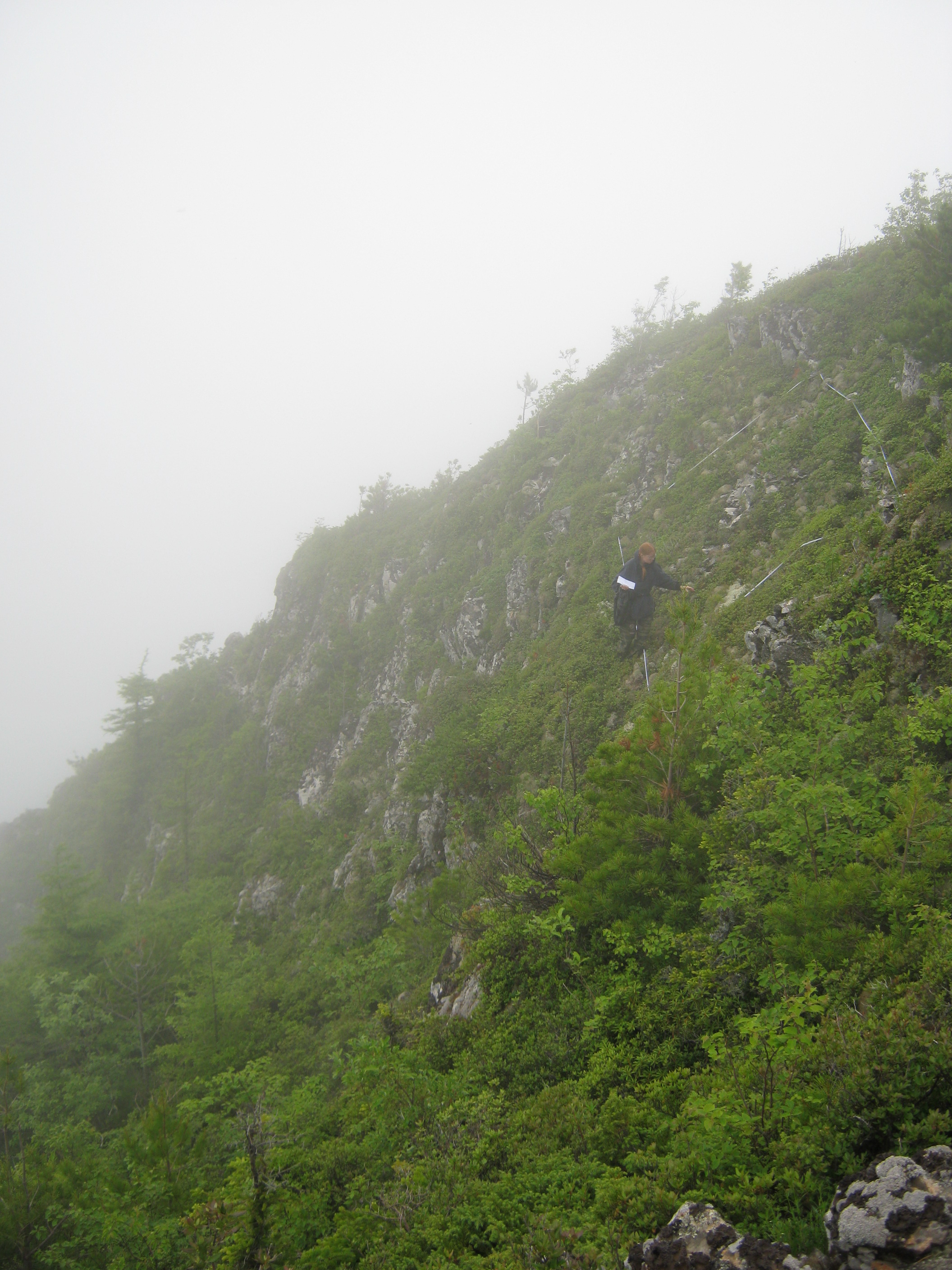
Áreas de montaña de Zov Tigra es abrupto.

Además de las zonas de altitud, en cualquier punto dado los bosques tienen cuatro niveles por encima del suelo:. Un dosel de las especies dominantes de árboles, una capa ligeramente inferior de los árboles maduros, un estrato arbustivo y un sotobosque de gramíneas.
Más de 2500 especies diferentes de plantas han de ser registrado en la región de Primorie, con muchas de ellas encontradas en Zov Tigra. En el Libro Rojo de especies raras y vulnerables de la región de Primorie, hay 343 especies de plantas vulnerables y 55 especies de hongos.

## Animales
Zov Tigra se estableció en parte a actuar como un "hábitat fuente" para la recuperación del tigre de Amur y su base de presa. Una encuesta realizada en 2012 identificó los cuatro tigres Amur residentes en el parque, y cuatro más visitando las áreas protegidas con frecuencia. La base de presas (principalmente ungulados) se mantuvo estable, con un censo de más de 1200 ciervos de Manchuria, 800 corzos, y 99 ciervos sica y 189 jabalíes. Estas especies representan alrededor del 85 % de la dieta del tigre de Amur. Los tigres se conocen como una "especie paraguas" para la conservación: Su éxito en una región indica que la especie por debajo de ellos están en un equilibrio sano.

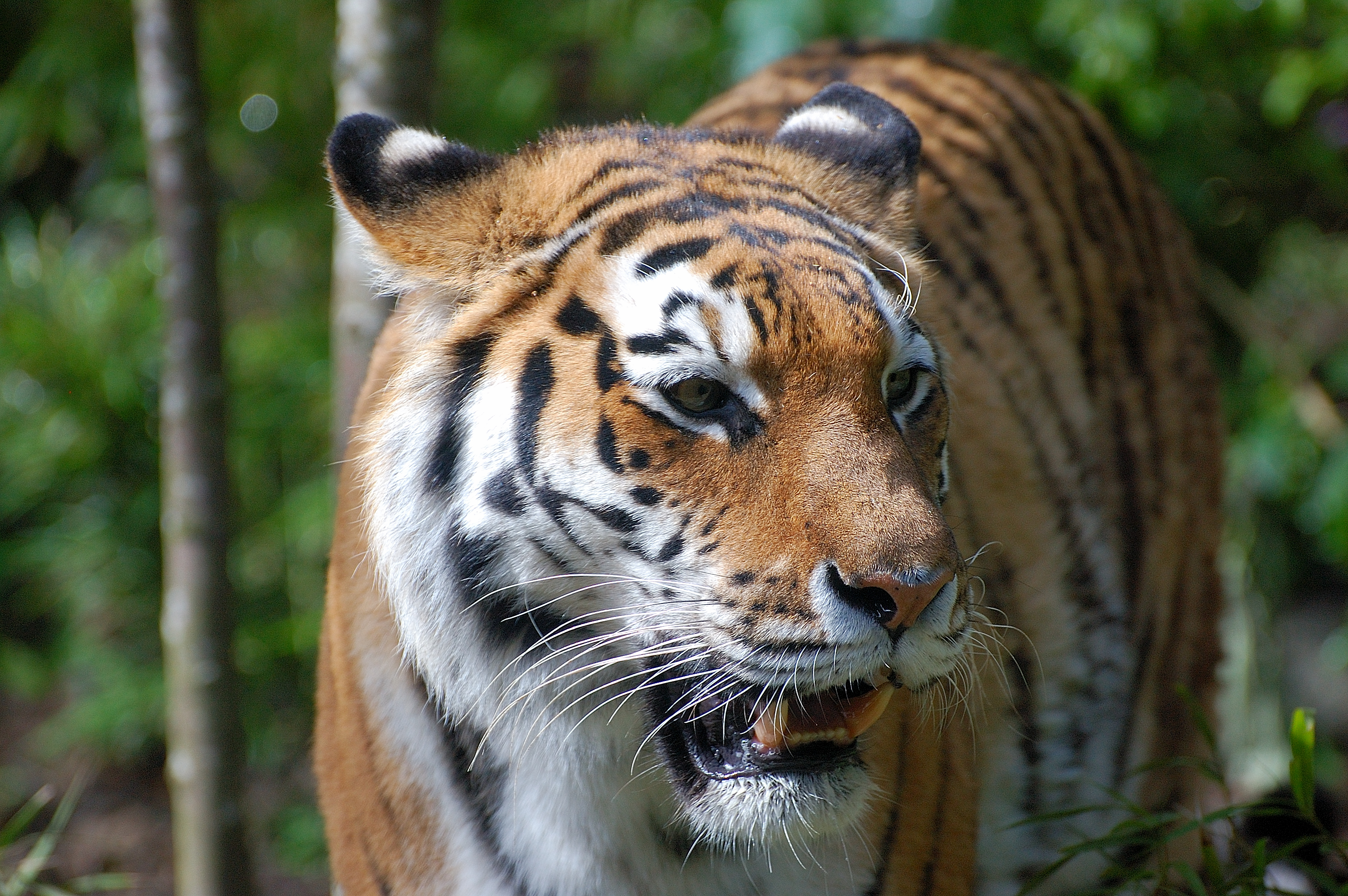
Tigre de Amur (Panthera tigris altaica)
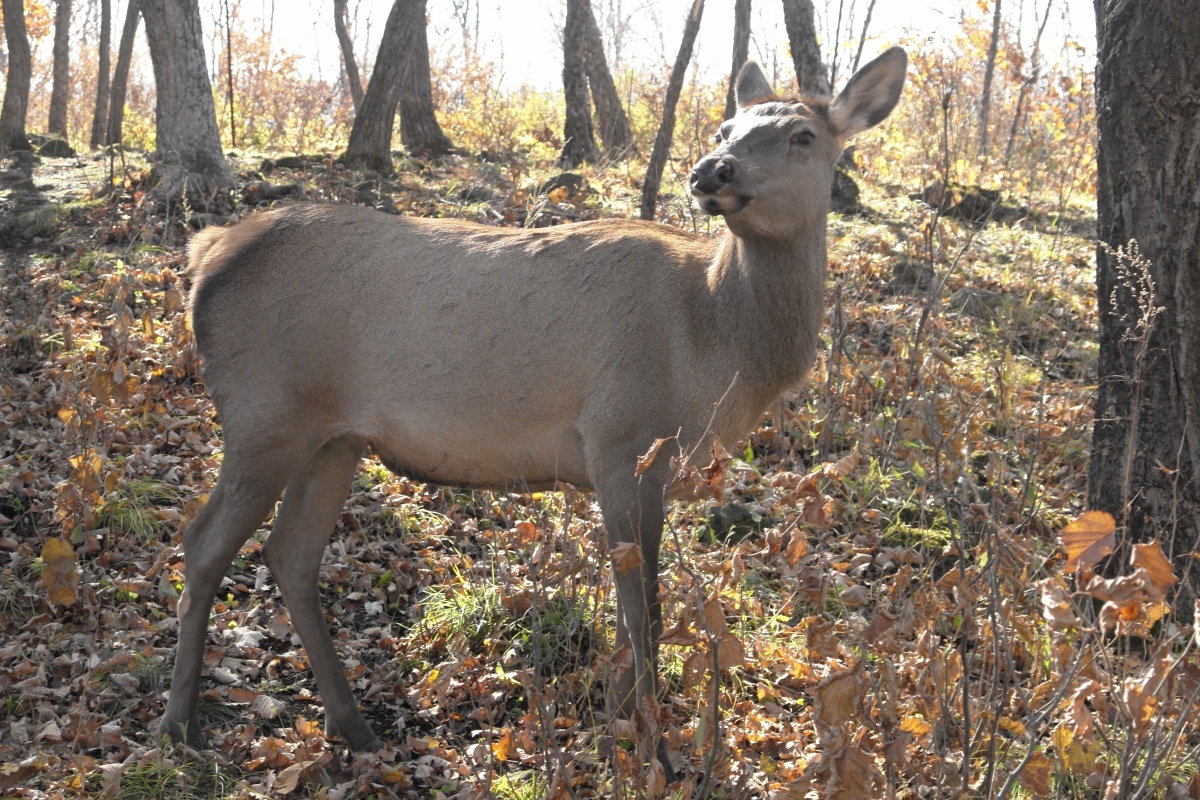
Ciervo de Manchuria (Cervus elaphus xanthopygus, Изюбрь)
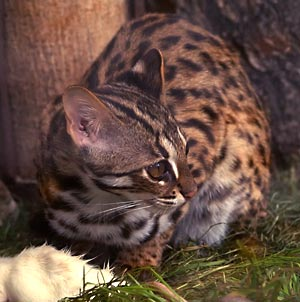
Gato de Bengala (Prionailurus bengalensis)

Los osos pardos son comunes en la zona; con una densidad estimada por la administración del parque como 0,4-0,5 por cada 10 kilómetros cuadrados. Lynx se encuentran aproximadamente en la misma densidad. El gato montés se encuentra en los valles de hoja ancha y robles. El leopardo de Amur en peligro crítico de desaparición, no ha residido desde la década de 1970, pero hay esperanzas de que el creciente nivel de protección de Zov Tigra apoyará a un entorno para que este no desaparezca.
Los tres principales amenazas a los animales de Zov Tigra son la caza furtiva, los incendios forestales y la tala (históricamente). La gestión del parque, en colaboración con las organizaciones de conservación, han intensificado las patrullas contra la caza furtiva y la aplicación.

## Historia
Hay muchos sitios arqueológicos de las ciudades y pueblos fortificados cerca de la frontera del parque, que datan del siglo XII del imperio de los yurchen. Estos sitios no se han investigado sistemáticamente.
En 2014, la administración del parque nacional Zov Tigra se consolidó con las 1200 km² de la reserva natural Lazovski, que amplia la cobertura protegida al sur, y es también un hábitat conocido de los Tigres de Amur. (Hay una pequeña área entre los dos que es administrado por un club de caza privado).

## Turismo
Para visitar el parque, usted debe presentar una solicitud por adelantado. Los recorridos por los principales lugares de interés se llevan a cabo en presencia de guardabosques. Hay cuotas para servicios como el transporte en el parque, los guías, y el uso de hospedería o cámpines.
El parque está orientado principalmente hacia la protección de las especies vulnerables. Las zonas abiertas a la recreación tienden a ser estrechos pasillos a los principales lugares de interés, tales como cascadas y picos de las montañas, pero siguen siendo de difícil acceso y no está bien desarrollado con instalaciones. En 2015, debido al peligro de incendios forestales, el parque fue cerrado temporalmente a los ciudadanos.